# Молитвы. Анекдоты. Тосты
«Молитвы. Анекдоты. Тосты.» — третий студийный альбом российской певицы Монеточки, выпущенный 24 мая 2024 года. Это первый альбом, выпущенный певицей после отъезда из России.

## Описание
По словам Монеточки, альбом является попыткой «напомнить о нормальном, а местами и о хорошем». Она также охарактеризовала «Молитвы. Анекдоты. Тосты.» как свою надежду «поддержать и утешить и себя саму, и своих слушателей». «Как оказалось, подходящие слова и интонации для этого найти очень сложно, а идеальные — невозможно совсем», — подчеркнула Монеточка.
Издание The Flow отмечает, что, как и следует из названия, альбом «Молитвы. Анекдоты. Тосты.» не связан единой концептуальной линией, поскольку в нём «нашлось место сногсшибательной эмигрантской песне „Это было в России“, родительским „Остановилось“ и „У мамы есть секрет“, шутливой и феминистской „Кис кис кис“ в настроении „Blow Your Mind“ Гвен Стефани, невольному парафразу скриптонитовского „Космоса“ — „Селфхарм“, антивоенной „Выше крыш“ и даже посланию к Богу в „Птичке“».

## Список композиций
| №                   | Название             | Длительность |
| ------------------- | -------------------- | ------------ |
| 1.                  | «Это было в России»  | 3:13         |
| 2.                  | «Остановилось»       | 2:57         |
| 3.                  | «Заново»             | 2:46         |
| 4.                  | «Монополия»          | 3:37         |
| 5.                  | «Жучка»              | 2:41         |
| 6.                  | «У мамы есть секрет» | 2:44         |
| 7.                  | «Кис Кис Кис»        | 2:42         |
| 8.                  | «Селфхарм»           | 3:08         |
| 9.                  | «Птичка»             | 2:33         |
| 10.                 | «Выше крыш»          | 3:28         |
| Общая длительность: | Общая длительность:  | 29:49        |

## Участники записи
- Елизавета Гырдымова (Монеточка) — тексты, вокал, клавишные
- Витя Исаев (БЦХ) — аранжировки